# Tomasz Bednarek (tenisista)
Tomasz Bednarek (ur. 12 listopada 1981 w Pabianicach) – polski tenisista.

## Kariera tenisowa
Karierę tenisową rozpoczął w roku 2000.
W grze pojedynczej najwyżej sklasyfikowany w rankingu był we wrześniu 2003 roku na 724. miejscu.
W grze podwójnej wielokrotnie wygrywał turnieje kategorii ATP Challenger Tour. W turniejach rangi ATP World Tour osiągnął 4 finały. Debiut Polaka w turniejach wielkoszlemowych miał miejsce podczas French Open w sezonie 2010. Wspólnie z Kowalczykiem przegrali jednak mecz 1 rundy z deblem Mariusz Fyrstenberg−Marcin Matkowski.
W kwietniu 2014 roku zajmował 44. pozycję w zestawieniu deblistów.

### Finały w turniejach ATP World Tour
| Legenda                                      |
| -------------------------------------------- |
| Wielki Szlem                                 |
| Igrzyska olimpijskie                         |
| Tennis Masters Cup / ATP Finals              |
| ATP Masters Series / ATP Tour Masters 1000   |
| ATP International Series Gold / ATP Tour 500 |
| ATP International Series / ATP Tour 250      |

#### Gra podwójna (0–4)
| Końcowy wynik | Nr | Data             | Turniej    | Nawierzchnia  | Partner           | Przeciwnicy                          | Wynik finału   |
| ------------- | -- | ---------------- | ---------- | ------------- | ----------------- | ------------------------------------ | -------------- |
| Finalista     | 1. | 10 maja 2010     | Belgrad    | Ceglana       | Mateusz Kowalczyk | Santiago González Travis Rettenmaier | 6:7(6), 1:6    |
| Finalista     | 2. | 14 lipca 2013    | Stuttgart  | Ceglana       | Mateusz Kowalczyk | Facundo Bagnis Thomaz Bellucci       | 6:2, 4:6, 9–11 |
| Finalista     | 3. | 29 września 2013 | Bangkok    | Twarda (hala) | Johan Brunström   | Jamie Murray John Peers              | 3:6, 6:3, 6–10 |
| Finalista     | 4. | 13 kwietnia 2014 | Casablanca | Ceglana       | Lukáš Dlouhý      | Jean-Julien Rojer Horia Tecău        | 2:6, 2:6       |